# Mount Hubble
Mount Hubble ist ein 2490 m hoher Berg in der antarktischen Ross Dependency. In den Churchill Mountains ragt er zwischen Mount Field und Mount Dick auf.
Das Advisory Committee on Antarctic Names benannte ihn im Jahr 2003 nach dem US-amerikanischen Astronomen Edwin Hubble (1889–1953).